# 12144 Einhart
12144 Einhart è un asteroide della fascia principale. Scoperto nel 1960, presenta un'orbita caratterizzata da un semiasse maggiore pari a 2,8842518 UA e da un'eccentricità di 0,0369492, inclinata di 2,69965° rispetto all'eclittica.